# Barbara (dopływ Wapienicy)
Barbara – potok w Polsce, w województwie śląskim, na obszarze powiatu grodzkiego Bielsko-Biała o długości 3,49 km i szerokości ok. 2 m, źródłowy odcinek Wapienicy, uchodzący do Jeziora Wapienickiego. Przepływa przez mezoregion Beskid Śląski, będący częścią makroregionu Beskidy Zachodnie, na terenie Parku Krajobrazowego Beskidu Śląskiego. Jest to ciek 4 rzędu.
Bierze początek na północny zachód od zachodnich zabudowań miasta Szczyrk, na północ od Trzech Kopców, na wysokości ok. 935 m n.p.m. Na całej długości płynie południkowo w kierunku północnym. Uchodzi do Jeziora Wapienickiego, na obszarze Wapienicy – dzielnicy Bielska-Białej, na wysokości ok. 580 m n.p.m.. Zlewnia zajmuje obszar ok. 6,16 km².
Nad potokiem położony jest rezerwat przyrody Stok Szyndzielni, utworzony w 1953 roku na powierzchni 54,96 ha, powołany w celu ochrony zbiorowisk leśnych. Dolina cieku cechuje się stromymi stokami, pokrytymi rumoszem skalnym, porośniętymi jaworzyną z miesiącznicą trwałą oraz acydofilną zachodniokarpacką świerczyną górnoreglową w górnej ich części.
W zlewni potoku stwierdzono obecność puchacza zwyczajnego (Bubo bubo), puszczyka uralskiego (Strix uralensis), puszczyka zwyczajnego (Strix aluco) i uszatki zwyczajnej (Asio otus).
Właściwy w sprawach gospodarowania wodami jest Regionalny Zarząd Gospodarki Wodnej w Gliwicach.